# Бинкет
Бинкет или Бинкат (узб. Binkat) — средневековая столица исторической области Шаш IX—XII вв, городище на территории современного Ташкента. С X по XI вв известен под названием Ташкент.

## Расположение
В настоящее время городище практически полностью находится под городской застройкой старогородской части Ташкента. Согласно составленному Ташкентской археологической экспедицией плану-схеме города: шахристан находился на территории современных улиц Заркайнар и Навои, площадей Чорсу и Эски Джува, а также рынка Чорсу и примыкающего к нему холма Гульбазар. Арк был расположен между каналами Регистан и Джангоб.

## Характеристика
Согласно источникам X века, длина и ширина города составляла 1 фарсах (около 6—7 километров), он состоял из цитадели — кухендиза или арка, внутреннего города — шахристана или мадины, и двух пригородов: внутреннего рабад-дахиль и внешнего рабад-харидж. Крепостная стена арка имела двое ворот, одни из которых вели в шахристан, а другие – во внутренний рабад. В арке находились дворец правителя и зиндан, а под его стенами была расположена соборная мечеть. Шахристан также был окружён стеной, в которой было трое ворот: Абул-л-Аббаса, которые находились на западной стороне; Джунейда – на восточной и Кешские на южной. Внутри шахристана, площадь которого составляла около 15 га, было множество ремесленных мастерских, среди которых скобяных и медных дел мастера, гончары и торговых лавок, однако основные городские рынки располагались во внутреннем рабаде.
Внутренний рабад был также защищён стеной, в которой было, по одним данным восемь, по другим десять ворот. По их названиям можно проследить внутреннюю топографию и топонимику пригородов Бинкета и прилегавшей к нему территории: рабад Хамдейна, внутренние железные – Аханин или Худид; ворота Эмира; Ферхан (Ферганские ворота); Суркеда; Кермандж или Кармабадж; Сахла (ворота Степной улицы); Рашдиджак; ворота улицы Хакана; ворота замка Дихкана – каср-ул дихкан или Кушки-дихкан. Внешний рабат, согласно сведениям арабских географов, имел 7 ворот: восточные ворота Фаракгет; Хаскет; Сандиджак или Секендиджак; Железные ворота; Бакердиджак; Секрек и Саграбад. 
Согласно источников того времени Бинкет был одним из красивейших городов Мавераннахра.  Дома, построенные из пахсы и сырцового кирпича, были просторны и зелены, в каждом дворе был проведён арык. Особенно подчёркивалось хорошее водоснабжение города, каналы протекали через шахристан и рабады, в которых было множество садов и виноградников. Город был оборудован развитой водопроводной сетью, его улицы были вымощены камнем.
Были найдены многочисленные предметы быта, тонкая поливная керамика, указывающая на высокое мастерство гончаров города. В исторических источниках (например в работах Макдиси) можно также встретить упоминания о керамических изделиях Бинкета «не имеющих аналогов». На территории шахристана найдены остатки нескольких керамических хумдонов, датируемых XI—XII вв. Установлено, что на территории рабадов были гончарная, кузнечная, стекольная мастерские и печи для обжига кирпича. Археологические раскопки, проводившиеся в районе селений, расположенных вокруг города в древние времена, подтвердили, что Бинкет был культурным и торговым центром Шаша.
Наивысшего расцвета город достиг в X—XI вв, в это время он был столицей Чача, находившегося в составе государства Саманидов, к этому времени относится и появление в источниках его второго названия Ташкент или Шашкент. В этот период, в процессе роста городской агломерации были поглощены, уже руинизированные к этому времени окрестные замки VII—VIII веков, Шахнишинтепа и Хиабантепа.
С середины XII века Бинкет постепенно приходит в упадок, но начиная с конца XII — начала XIII века вновь начинает застраиваться. В XIV—XV вв происходит расширение города на юг и восток, цитадель перемещается в южную часть, где в районе Караташа от её построек сохранилось только здание бани.

## История открытия и изучения
Отождествлён с городищем, находящимся под городской застройкой в старогородской части Ташкента В. В. Бартольдом и М. Е. Массоном. Первые археологические наблюдения, очертили местоположения цитадели, шахристана и рабадов, была составлена схема развития города в IX—XII вв. В северной части была выявлена цитадель, на основе развалин угловой башни и остатков крепостной стены, которые были известны ещё в 1920-х годах.
Наиболее полно Бинкет был изучен Ташкентской археологической экспедицией: В. А. Булатова, Л. Л. Ртвеладзе, Д. П. Вархотова, М. И. Филанович. На основе исследования культурных слоев, посредством густой сети зондажей, были определены границы всех составляющих его частей и составлена подробная план-схема внутригородской планировки. При раскопках были найдены несколько древних каналов, остатки южной части крепостного вала шахристана.